# Debreceni csata (1849)
A debreceni csata az 1848–49-es forradalom és szabadságharc utolsó ütközeteinek egyike volt, amely Debrecen térségében, a Nagysándor József vezette I. hadtest és az orosz főerők között zajlott le 1849. augusztus 2-án, kedden.

## Előzményei
A Görgei Artúr vezette 1. hadsereg (más nevén feldunai hadsereg) alá beosztott hadtest – miután a hadsereget parancsnoka július 30-án kettéosztotta Nyíregyházán – oldalbiztosító feladatok kapott és a Hajdúhadház–Debrecen–Derecske–Berettyóújfalu irányban kezdte meg feladatát, hogy délen ismét egyesüljön a hadsereg többi alakulatával. Eközben a hadsereg másik két hadteste, a III. és a VII. hadtest a Nagykálló–Nyíradony–Vámospércs–Nagyléta–Kismarja irányba indult. Görgei célja ezzel a lépéssel kettős volt: egyrészt csökkentette hadseregének utánpótlás gondjait és együttes veszélyeztetettségét, másrészt növelte a két hadseregtest önálló manőverező képességét. Az I. hadtest kikülönítése annak pihentsége és jól felszereltsége miatt történt, lévén a váci csata (július 17.) óta nem vett részt ütközetben.
Nagysándor Hajdúhadházra érve kapta Korponay János ezredes hírét, miszerint a cári csapatok túlereje elől Szolnok felől Balmazújvároson át Debrecenbe kényszerül. Körülbelül 15 000 főre becsülte a szemben álló cári sereget. Nagysándor egy erős lovas csapatot különített ki és Debrecenbe küldte őket felderítési céllal: addig menjenek, amíg az ellenséget meg nem találják, de ne ütközzenek meg velük, csak figyeljék annak mozgását és küldjenek vissza helyzetjelentéseket. Elrendelte, hogy a hadtest 22:00-kor kezdje meg a Debrecenbe vonulást. Pongrácz István, az I. hadtest vezérkari főnöke augusztus 1-jén jelentette a hadsereg-parancsnokságnak, hogy az oroszok előőrse bevonult Balmazújvárosra. Mivel szemtanúk beszámolója szerint létszámuk nem jelentős, ezért Pongrácz javasolta a hadtest mielőbbi Debrecenbe vonultatását és ott az ütközetre való felkészülésre. A Központi Honvédelmi Iroda ezt engedélyezte azzal a módosítással, hogy a hadtest vállalja el az ütközetet, verje vissza az orosz erőket, majd ezután induljon tovább dél felé a megadott hadsereg-találkozási ponthoz. A hadtestparancsnok és vezérkari főnöke végrehajtotta a parancsot.
Nagysándor augusztus 2-án reggel 8:00-kor jelentette a főparancsnokságnak, hogy a hadtest Debrecenbe érkezett, a szembenálló ellenséges erő pedig tizenötezer fős lehet, visszaverésükre a hadtestparancsnokság megtette a szükséges lépéseket, a hadtest másnap, augusztus 3-án Derecskére fog indulni. Ezen a napon a Görgei-fősereg Vámospércsen tartózkodott.
Debrecenben Korponay alakulata (gyalogos hadosztály) is csatlakozott a hadtesthez. Létszámuk 3660 fő volt és 4 löveg. A hadosztály azonban csak létszámilag volt jelentős, a 3280 fős gyalogságnak mindössze 1100 darab lőfegyvere volt, a többiek kiegyenesített kaszával, lándzsákkal lettek felszerelve. Velük szemben a Paszkevics vezette főerő két hadteste (II. és a III.), valamint a 12. gyaloghadosztály vonult fel a Debrecen felé vezető nyugati és északi úton. Összlétszámukat a Pallas-lexikoncikk 50 000-re, Hermann (2001) körülbelül 80 000-re teszi.

## Az ütközet lefolyása
Az ütközet a város nyugati határán kezdődött el, majd áttevődött az északi, majd a közvetlen nyugatin teljesedett ki és végül a déli területeken fejeződött be. Nagysándor csatarendjét az utókor erős kritikával illeti. Ekkoriban Debrecen városképe jelentősen eltért a mostani (2010-es) állapotoktól. Északon a – még a Mátyás által városnak adományozott – Nagyerdő és szőlőskertek (ma Csigekert) határolták, a nyugati és északnyugati határokon pedig szintén igen széles kiterjedésű és fejlett kukoricamező volt a nyár közepén. Ezek miatt a hadtestparancsnok műveleti területe, hadtestének összetétele és létszáma miatt a kritikus időkben viszonylag kis térségre szorult. A jobbszárnyra helyezte Korponay megviselt gyaloghadosztályát, középre Bobich János ezredes egységeit, a balszárnyra pedig Máriássy János ezredes gyaloghadosztályát. A lovashadosztály századait a szárnyakon és középen tartalékban helyezte el. A jobbszárny a mai Nyulas csárda mellett foglalt állást. Ide lett beosztva Korponay hadosztálya a Balka Arnold őrnagy vezette 96. honvéd zászlóaljjal együtt. Erősítésükre négy huszárszázad állt rendelkezésre. Jobbszárny legészakibb részén két honvéd század látta el a Nagyerdő átkarolás elleni védelmét. Ehhez a seregtesthez osztottak be 12 ágyút is Csányi Márton százados parancsnoksága alatt. Maga Nagysándor József egy dombon foglalt állást, amit azóta Nagysándor-halomnak neveznek a helybeliek. Felderítési céllal előreküldte Mesterházy István ezredest huszárjainak egy részével a nyugati irányú Balmazújvárosi útra, ahonnan nem sokkal később Mesterházy nagyszámú ellenséges lovascsapatot jelentetett. Nagysándor a huszárok másik felét is erősítésnek küldte, ágyúkkal megerősítve. Kihelyezték a biztosító egységeket, majd a tisztek egy része az Aranybika szállodába ment elfogadni a város honatyáinak részükre rendezett díszebédet.

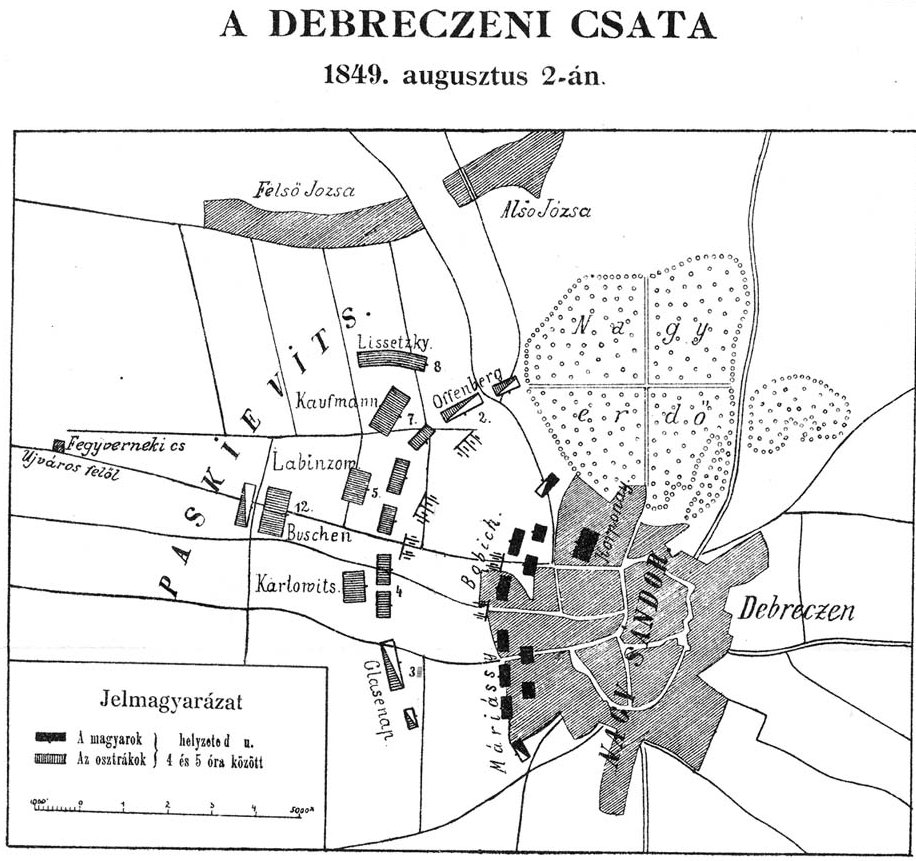
A debreceni csata hadmozdulatai

Az ütközet első szakasza délelőtt kezdődött, Nagysándorék kisebb sikereit hozva. Az oroszok a Látóképi csárdához érve, 10:30-kor újabb lovas előőrsöt küldtek, amit az ágyúkkal erősített huszárcsapat lövetni kezdett. Az ágyúdörejek hallatára az Aranybikába indult tisztek visszatértek csapattestjeikhez. A huszárok tüzértámogatással megfutamították az elővéd-lovasságot, majd a felvonuló és rohamozó gyalogságban is komoly pusztítást végeztek a magyar tüzérek. A kibontakozó tüzérségi tűzpárbajban is az orosz tüzérek maradtak alul. Ezekben az összecsapásokban sebesült meg a II. hadtest parancsnoka Pavel Kuprejanov tábornok (ellőtték a lábát) és sebesült meg halálosan Miller tábornok is. Ez időben 27 orosz tiszt és 634 katona esett el. Az orosz előőrs megtorpanását látva Paszkevicsék szétbontakoztatták erőiket. A magyar sikeren felbuzdulva Nagysándor Máriássy hadosztályát előre rendelte, amit a hadosztályparancsnok nem vett jó néven, szerinte a sikeres eseményeket visszavonulással, arcvonalcsökkentéssel kellett volna zárni, nem megnyílással. Ez a centrum-roham elakadt, növekvő orosz tüzérségi nyomás kezdődött a magyar jobbszárnyon. Délutáni 14:00-kor ezt követően minden arcvonalon orosz ellentámadás vette kezdetét. Jelentős méretű lovasrohamot indítottak a magyar jobbszárny felé, mely részben a Nagyerdőben időközben észrevétlenül beszivárgott lovasegységekkel egészült ki, illetve kezdődött. A hiányosan felszerelt és folyamatos harcban Debrecenig hátrált Korponay-sereg a tüzérségi támadást követő lovas rohamban „szétporlott”. A lerohant hadosztály fegyvereit kilőve rendezetlen módon hátrált, az orosz lovasság gyakorlatilag szétverte. Ezzel egy időben a Bobich-centrumot ért támadással szemben noha az tartotta magát, mégis a jobbszárnyon áttört orosz lovasság a bekerítéssel fenyegette. A két oldalról támadott hadosztály szintén rendezetlenül, súlyos veszteséggel kezdte meg a visszavonulást, majd elhagyta a harcmezőt. A fennálló problémákat a balszárnyon levő Máriássy hamar érzékelte és mivel eredményesen kibontakozva harcba nem tudott bocsátkozni, dél felé, Derecske irányába megindította alegységeit (a tervezettnél egy nappal korában). Máriássyék – és a többi, rendezetlenül visszavonuló magyar alakulat – szerencséjére a bekerítésükre küldött orosz jobbszárny (a 2. orosz könnyűlovas-hadosztály) a csatazaj hevében, a kiterjedt kukoricásban eltévedt, csak a csata végével ért ki belőle. Érdemi eredményt nem tudott elérni, aminek később nagy visszhangja lett az orosz hadseregben. Az I. hadtest 51 halottat, 188 lovat és 2 ágyút vesztett, 84 fő sebesült meg és 1266 fő eltűnt. A Korponay-hadosztály vesztesége minimum 500 főre tehető, illetve 2 lövegük elveszett. További 8 az orosz tüzérség tett időlegesen harcképtelenné. Az orosz veszteséget 60 főre és 277 sebesültre teszi Hermann (2001).

## Következményei
A csata során elesett katonákat aztán a debreceni Hősök temetőjében temették el. Maga a hadtest nem szenvedett végzetes vereséget, mégis a 19. század végi kora utókor történetírásai igyekeztek túldramatizálni az eseményt. Kevéssé valószínű ugyanis, hogy egy délelőtt súlyos harcok alatt levő hadtest törzsállománya egy díszebéd elfogyasztásával foglalkozzék. A „magyar ügy” szempontjából sem bizonyult sorsdöntőnek a csata, hiszen a hadtest csak egy utóvédje volt az 1. hadseregnek, igaz az egyik legpihentebb. A feldunai hadsereg egy hónapos hadjárata alatt nyolc ütközetet vívott, melyből mindössze egyet, ez a debrecenit veszítette el.
A csatavesztés szükségszerű volt a szembenálló orosz fél létszámát tekintve, a veszteség mértékét még a terepadottságok is kedvezően befolyásolták, ami, ha a csatát Nagysándor délebbre vállalja fel, lehet komolyabb mértékű lett volna. A hadtest ellátta tervezett feladatát: a hadsereg főerőitől oldalvédként elvonta az orosz csapatokat, amik aztán utánpótlási nehézségeik miatt végig többnapi lemaradásban maradtak augusztus közepéig. Ez kedvező lehetőséget adott – az eltervezett módon – a feldunai és a délvidéki hadseregek egyesülésére egy döntő Haynau felett kivívandó győzelemre. Görgei bírái és későbbi elítélői felrótták neki, hogy Nagysándornak nem nyújtott segítséget. Azonban, ha ezt megteszi, a Vámospércs–Debrecen távolságot 5-6 óra alatt megtéve valószínűleg már csak a csata végére érkezik a helyszínre, újabb célpontot adva a cári seregeknek és újabb jelentős magyar veszteséget előkészítve. Az eredeti hadseregparancsnoki elképzelésekkel szöges ellentétben.
Az I. hadtest egy héttel később, augusztus 9-én Aradon ismét egyesült a hadsereg másik két hadtestével. A már augusztus elején Görgei által megkezdett béketárgyalások végül 12-ére értek be, a temesvári szerencsétlen csatavesztést követően. Tizenharmadikán a Világos és Szőllős között elterülő mezőn az I. hadtest katonái is a fegyverüket letevő egységek között voltak az 1. hadsereg többi hadtestével (III. és a VII.) és a tartalék hadosztállyal együtt, Görgei Artúr utasítására és vezetésével.